# Martigny
Martigny er en by i Schweiz med ca. 15.000 indbyggere (2000). Byen ligger ved enden af Rhone-dalen i kantonen Valais.
Fra Martigny er der via Col des Montets-passet (1.461 m.o.h) vejforbindelse til Chamonix i Arve-dalen i Frankrig. Via passet Col du Grand-Saint-Bernard er der vejforbindelse til Aosta-dalen i Italien.